# Central European University
Central European University (Centraleuropeiska universitetet, CEU) är ett privat universitet med campus i Wien som är ackrediterat i Österrike och USA. Ett centralt inslag i CEU:s verksamhet är att främja det öppna samhället och det är ett högt rankat universitet inom samhällsvetenskap och humaniora. CEU grundades 1991 med finansiering från George Soros och bedrev huvuddelen av sin verksamhet i Budapest fram till september 2019.
2017 hade CEU 1448 studenter från 117 länder och en personal på 723 personer från mer än 40 länder.

## Historik

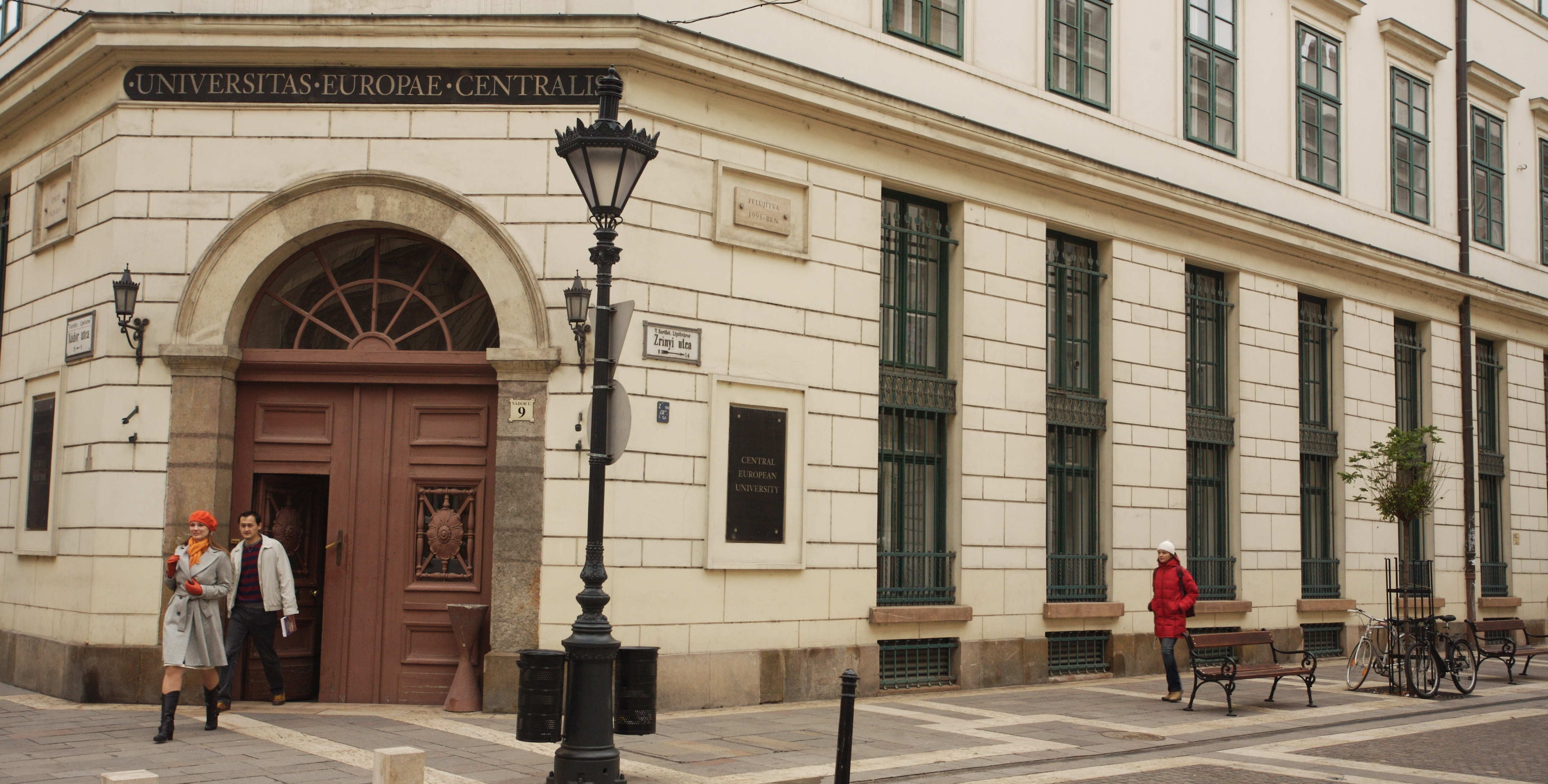
Ingången till CEU:s byggnad i Budapest (2008).

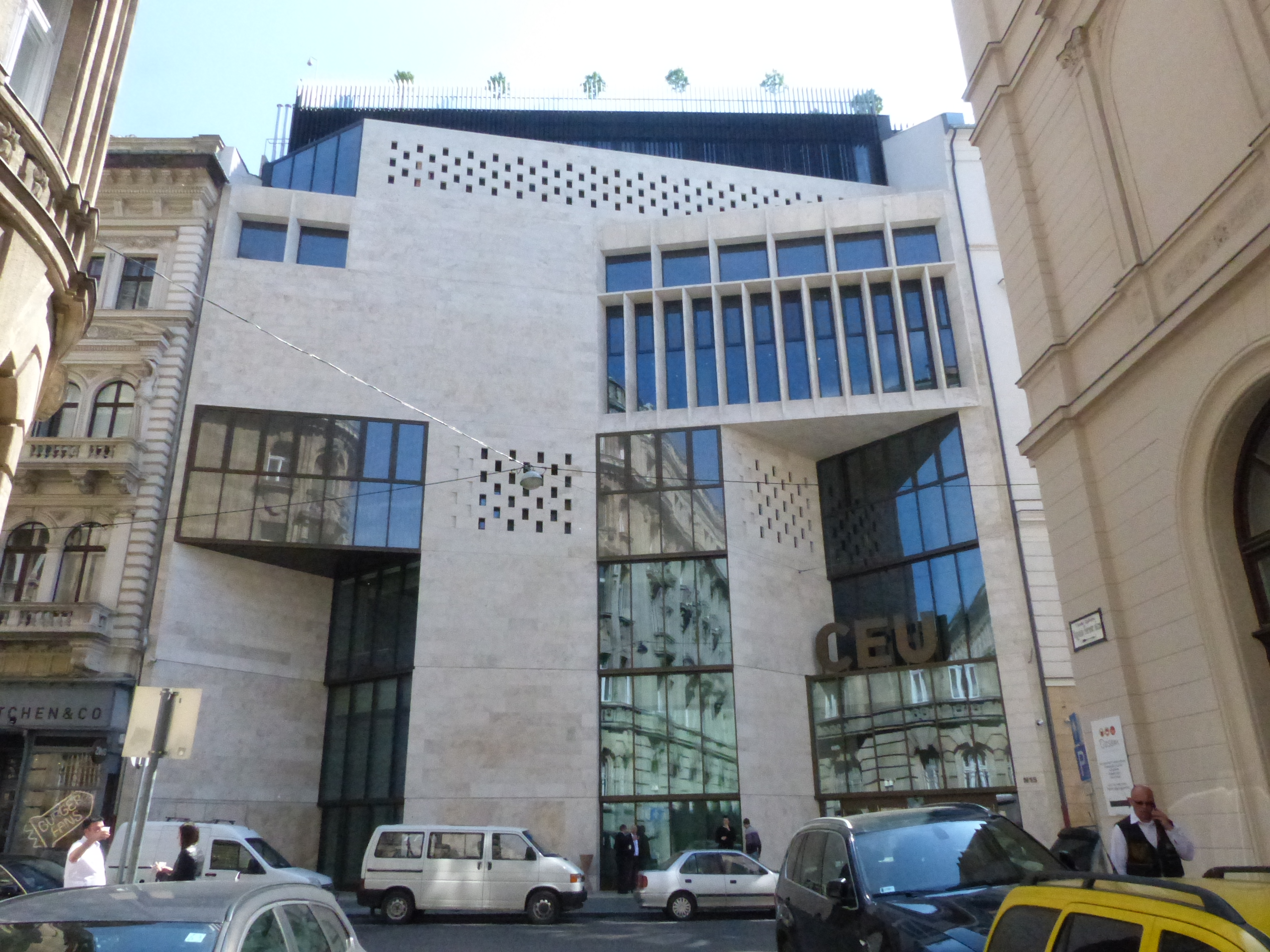
CEU:s universitetsbibliotek i Budapest (2017). Byggnaden invigdes 2016.

CEU grundades 1991 av finansmannen, aktivisten och filantropen George Soros, som försåg universitet med en donation om 880 miljoner dollar.
Bildandet var en reaktion på socialistblockets fall och idén att starta ett universitet med fokus på de utmaningar som följde av demokratisering och ett öppet samhälle hade uppstått våren 1989 hos akademiker i flera centraleuropeiska länder, bland annat efter en föreläsningsserie i Dubrovnik i dåvarande Jugoslavien i april 1989. Ett försök att starta universitetet i Bratislava i dåvarande Tjeckoslovakien genomfördes 1989-1990, men föll på motstånd från nationalistiska politiker. Direkt efter grundandet 1991 fanns huvuddelen av verksamheten i Prag i Tjeckoslovakien, men efter motsättningar mellan Soros och den tjeckiska regeringen, framför allt premiärminister Vaclav Klaus, flyttade verksamheten till Budapest i Ungern.
I takt med att Soros blev föremål för politiska attacker i bland annat Centraleuropa kom även CEU att bli måltavla för kritik från högernationalistiska krafter och motståndare mot globalisering. Bland kritikerna fanns den ungerske premiärministern Viktor Orbán och hans regering, som ofta hänvisade till CEU som "Sorosuniversitetet". I mars 2017 lade den ungerska regeringen fram ett lagförslag som skulle medföra nya regleringar för universitet i Ungern drivna av utländska aktörer, med särskilt hårda regleringar gällande aktörer som inte var från Europeiska unionen. Företrädare för CEU betraktade regelförslagen som särskilt riktade mot CEU.
I december 2018 tillkännagav CEU att deras verksamhet i Ungern skulle upphöra och istället flytta till Wien. Flytten berodde på att den ungerska regeringen inte hade velat ingå de överenskommelser som krävdes för att CEU skulle kunna fortsätta verksamhet i Ungern med den nyligen införda lagstiftningen gällande universitet drivna av utländska aktörer.

## Rektorer
- 1991-1993: William Newton-Smith (styrelseordförande)
- 1993-1996: Alfred Stepan
- 1997-1999: Josef Jařab
- 1999-2009: Yehuda Elkana
- 2009-2016: John Shattuck
- 2016-2021: Michael Ignatieff
- 2021-:  Shalini Randeria